# 검시관
검시관(檢屍官, coroner)은 검시를 실시하는 직종.

## 한국에서의 검시관[1]

### 위치
자살·재해사·중독사·행려병사·사고사 등이 발생하면 경찰관과 함께 검시를 하고 그 사인을 확인한다. 겉만 보아서는 알 수 없는 경우에는 해부(행정해부)를 한다. 목적은 이상사의 원인을 알아냄으로써 범죄와의 관련을 밝히고, 사인통계를 정확히 하며, 전염병을 조기에 발견하려는 것이다.

### 자격
경찰소속의 일반직 공무원으로 간호사, 임상병리사 자격을 취득해야 응시자격이 있다.

## 일본에서의 검시관

### 위치
형사소송법 229조에 의해서, 검찰관이 변사자 또는 변사의 혐의가 있는 시체(변사체)의 검시를 실시한다. 그러나, 동조 2항에 의해서, 검찰 사무관 또는 사법경찰원에 이를 대행시킬 수 있다고 여겨지고 있어 일반적으로 사법경찰원인 경찰관이 검시를 실시하고 있다.
그 때문에, 검시를 담당하는 경찰관을 '검시관'이라고 호칭하고 있다. '검시관'은 어디까지나 조직상의 명칭이며, 이러한 자격이 존재하는 것은 아니다.

### 자격
경시청 도부현 경찰 본부 형사부의 수사 제일과 혹은 감식과에 소속해 있다. 경찰 대학교에서 법의학을 수료한 경부 또는 경시 이상의 계급을 가진 사람이 형사부장에 의해서 지명된다.

## 미국에서의 검시관
'coroner'는 '검시관'이라고 번역되는 경우가 있다.

## 영국에서의 검시관
잉글랜드 및 웨일즈에서 검시관은 지방 자치단체가 임명하고 보수를 지불하는 사법 관리이다.

## 같이 보기
- 검시
- 감찰의
- 사법해부
- 검시 법정
- 세리자와 츠네유키